# Andrew McKellar
Pour les articles homonymes, voir McKellar.
Andrew McKellar (né le 2 février 1910 et mort le 6 mai 1960) est un astronome canadien qui a détecté pour la première fois la présence de matière moléculaire dans l'espace interstellaire et a trouvé la première preuve du rayonnement cosmique laissé par le Big Bang.

## Biographie
Andrew McKellar est né à Vancouver, en Colombie-Britannique (Canada). Il est l'un des six enfants de John H. et Mary Littleson McKellar.
McKellar étudie les mathématiques et la physique à l'Université de la Colombie-Britannique et obtient son diplôme en 1930. Il commence des études supérieures à l'Université de Californie et obtient une maîtrise en 1932 et un doctorat l'année suivante. Postulant au National Research Council des États-Unis, il décroche un programme d'études postdoctorales de deux ans au MIT. En 1935, il rejoint l'Observatoire fédéral d'astrophysique (DAO). 
En 1938, McKellar épouse Mary Crouch (3 juin 1911-30 novembre 2000). Le couple aura deux enfants : Andrew Robert (Bob) William (28 mars 1945- ) et Mary Barbara (1er novembre 1946- ) (McKellar) Bulman-Fleming.
En 1940, McKellar a fait la première identification de la matière moléculaire dans le milieu interstellaire, identifiant le spectre du radical cyano organique (CN) et du radical méthylidyne (CH) L'année suivante, son analyse des spectres du radical cyano montre que l'espace environnant est très froid, avec une température d'environ -271 °C.
Pendant la Seconde Guerre mondiale, il sert dans la Marine royale canadienne, à la Direction de la recherche opérationnelle. Après la guerre, de 1952 à 1953, il est professeur invité au département de physique de l'Université de Toronto. Entre 1956 et 1958, il est président de la Société d'astronomie du Pacifique, puis en 1959, il devient président de la Société royale d'astronomie du Canada pendant un an. Il continue à travailler au DAO jusqu'à quatre jours avant de mourir à Victoria (Colombie-Britannique) des complications dues à un lymphome contracté lors de son service dans la marine pendant la guerre.

## Récompenses et honneurs
- MBE pour son service de guerre.
- Membre de la Société royale du Canada.
- Le télescope de 1,2 m du DAO a été nommé le télescope McKellar.
- Le cratère McKellar sur la Lune porte son nom.
- (7150) McKellar (1929 TD1), une planète mineure de la ceinture principale, porte son nom.